# 祺誠武

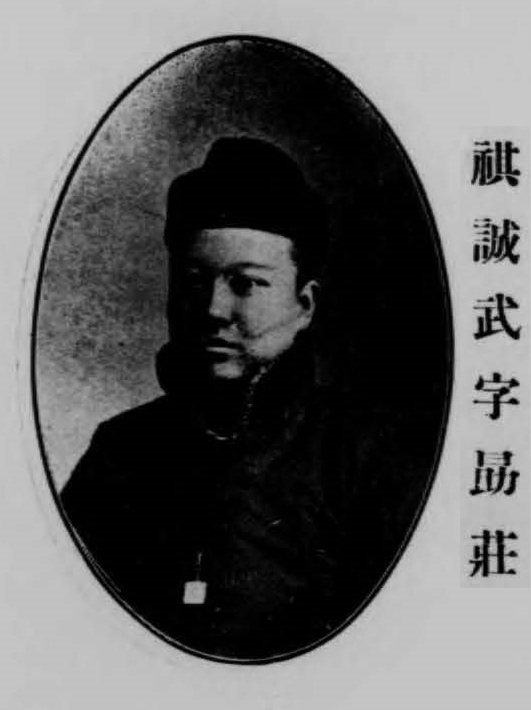
祺誠武

祺誠武（1880年—1927年），字勗莊，號逸人，博尔济吉特氏，蒙古族，外蒙古赛音诺颜部人，那彦图长子，清末民初政治人物。

## 生平
祺誠武为外蒙古喀尔喀三音诺顔部辅国公，后晋贝子衔。1912年中华民国成立后，祺誠武为共和党党员，曾任北京临时参议院议员，1913年任民元国会参议院议员， 1924年任蒙藏院副总裁。1924年2月9日，祺誠武被北洋将军府授予“亨威将军”。